# Dean Parisot
Dean Parisot är en amerikansk regissör. Han föddes i Wilton, Connecticut och är son till cellisten Aldo Parisot.
Dean Parisot belönades med en Oscar 1988 för kortfilmen The Appointments of Dennis Jennings.

## Filmografi, i urval
- 1998 – Home Fries
- 1999 – Galaxy Quest
- 2005 – Fun with Dick and Jane